# Izabela I Katolicka
Izabela I Katolicka, Izabela I Kastylijska (ur. 22 kwietnia 1451 w Madrigal de las Altas Torres, zm. 26 listopada 1504 w Medina del Campo) – królowa Kastylii i Leónu w latach 1474–1504, a także królowa Aragonii w latach 1479–1504 jako żona Ferdynanda II Aragońskiego (z którym ponadto współrządziła w Kastylii i Leónie). Pierworodna córka króla Kastylii Jana II Kastylijskiego i Izabeli Aviz, wnuczki króla Portugalii Jana I Wielkiego. Jej małżeństwo i wspólne rządy z Ferdynandem Katolickim dały początek unii, w której efekcie powstało nowożytne Królestwo Hiszpanii. W historiografii określana również jako Izabela Katolicka, została Służebnicą Bożą Kościoła katolickiego.
Do najważniejszych wydarzeń związanych z życiem i panowaniem Izabeli Kastylijskiej należą: małżeństwo z Ferdynandem Aragońskim (1469) i unia personalna Kastylii z Aragonią (1479), ustanowienie w Kastylii inkwizycji (1478–1480), zdobycie Grenady i tym samym zakończenie wielowiekowej rekonkwisty (1492), oraz wsparcie wypraw Krzysztofa Kolumba przez Atlantyk (1492–1504), które doprowadziły do odkrycia Nowego Świata i uczyniły wkrótce Hiszpanię jednym z największych imperiów kolonialnych w historii.

## Życiorys

### Dzieciństwo i młodość
Izabela urodziła się w 1451 roku jako pierwsze dziecko Jana II Kastylijskiego i jego drugiej żony Izabeli Portugalskiej. Jej ojciec doczekał się ze swego pierwszego małżeństwa czwórki dzieci, ale w chwili narodzin Izabeli żył tylko jeden jej przyrodni brat, starszy o 27 lat książę Asturii Henryk, który był następcą tronu. Dwa lata po narodzinach Izabeli urodził się jej młodszy brat Alfons, który wyprzedził ją w kolejce do tronu. Wkrótce potem, w czerwcu 1454 roku zmarł król Jan i nowym władcą Kastylii został jej przyrodni brat jako Henryk IV. Nowy król, wbrew woli zmarłego ojca, odsunął wówczas z dworu swą (młodszą od niego samego) macochę i jej dzieci. Izabela i jej rodzina zamieszkali w skromnych warunkach w Arévalo. Matka Izabeli początkowo sama dbała o wykształcenie córki, a przede wszystkim starała się wpoić jej głęboką religijność. Z czasem jednak pogorszył się jej stan psychiczny: wpadła w głęboką depresję i wkrótce przestała rozpoznawać ludzi ze swego otoczenia. Zaburzenia psychiczne odziedziczyć miała później jedna z córek Izabeli Kastylijskiej, Joanna. W 1461 roku Izabela i jej brat opuścili Arévalo, zrywając z matką wszelkie kontakty. Przyszła królowa Kastylii miała zobaczyć swą matkę dopiero wiele lat później, gdy w 1496 roku przybyła do jej łoża śmierci.
Dorastająca Izabela była świadkiem gwałtownych, wewnętrznych walk w Kastylii, gdzie za słabych rządów jej ojca i przyrodniego brata anarchia feudalna osiągnęła znaczne rozmiary. Problemy społeczne w Kastylii zbiegły się silnie ze sprawą następstwa tronu, gdyż starszy brat Izabeli przez długi czas nie mógł doczekać się potomstwa.

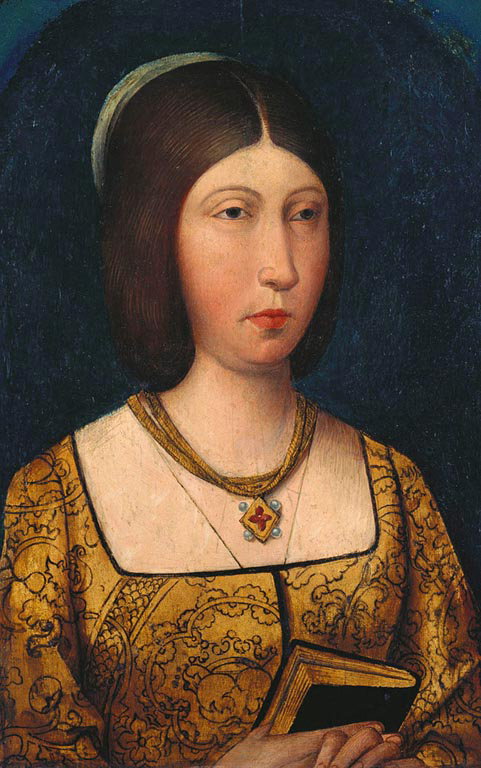
Prawdopodobnie najbardziej realistyczny, XV-wieczny portret Izabeli

### Walka o tron kastylijski

#### Tło sporów o następstwo

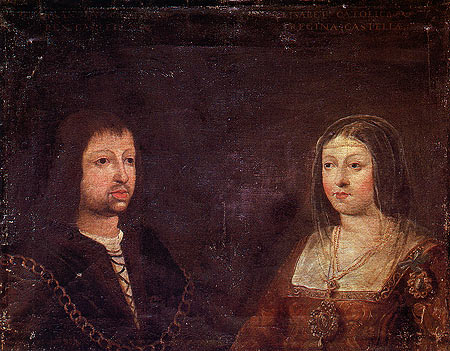
Portret ślubny Izabeli i Ferdynanda

Pierwsze małżeństwo Henryka Bezsilnego (z Blanką z Nawarry) pozostało bezdzietne. Po jego unieważnieniu Henryk ożenił się powtórnie, tym razem z księżniczką portugalską Joanną. Dopiero po siedmiu latach małżeństwa królowa niespodziewanie zaszła w ciążę i urodziła córkę. Powszechne już wówczas plotki o niemocy seksualnej króla i romansie Joanny z Beltranem de la Cueva spowodowały, że większość szlachty nie uznała praw nowo narodzonej księżniczki, którą zwano Joanna la Beltraneja. Mimo tego Henryk IV nadał domniemanej córce tytuł księżnej Asturii i uważał ją za swą następczynię. W kraju doszło do rewolty przeciw coraz bardziej niepopularnemu Henrykowi. Możnowładcy zmusili króla do ustępstw i uznania jego młodszego brata Alfonsa za następcę tronu, któremu nadano tytuł księcia Asturii. Wkrótce jednak Henryk zmienił zdanie i znów uznał Joannę za swą jedyną dziedziczkę. Możnowładcy przeciwni królowi podnieśli otwarty bunt i w 1465 ogłosili detronizację Henryka, a na nowego monarchę obrano 12-letniego wówczas Alfonsa (tzw. farsa z Ávila). Henryk rozpoczął walkę z opozycją i chociaż pokonał swych rywali w bitwie pod Olmedo (1467), to nie potrafił wyzyskać swego zwycięstwa ostatecznie. Na jego korzyść zadziałał przypadek: Alfons niespodziewanie zachorował i zmarł (1468). Zmusiło to magnaterię do zmiany planów i związania się z Izabelą.

#### Izabela w walce o następstwo, ślub z Ferdynandem Aragońskim
Jednak Izabela nie spełniła oczekiwań możnych. Mając w wielkim poważaniu boskie prawa do tronu nie chciała wystąpić przeciw swemu przyrodniemu bratu, który w jej oczach był jedynym legalnym władcą Kastylii. Mając więc na uwadze zarówno interes swój jak i królestwa doprowadziła do podpisania paktu z Toros de Guisando (1468), w którym Henryk uznawał Izabelę za jedyną spadkobierczynię korony, Izabela zaś ze swej strony uznawała jego królewską władzę. Jednocześnie Henryk zgodził się nie narzucać Izabeli małżonka wbrew jej woli, ona ze swojej strony natomiast zgadzała się zawrzeć przyszłe małżeństwo w porozumieniu z nim. Pakt ten uspokoił nastroje w kraju, choć jak się okazało nie rozwiązał ostatecznie sprawy następstwa. Król Henryk proponował siostrze kolejnych kandydatów na męża, dzięki którym mógłby zmusić ją do wyjazdu z Kastylii, jednak ona odrzucała wszelkie propozycje. Izabela w sprawie zamążpójścia od jakiegoś czasu prowadziła tajne rokowania z dworem aragońskim. Ostatecznie 19 października 1469 roku poślubiła w Valladolid Ferdynanda, aragońskiego następcę tronu. Ślub odbył się bez wiedzy i zgody Henryka, a także wymaganej dyspensy papieskiej (małżonkowie byli krewnymi 2 stopnia). Król zareagował unieważnieniem paktu z Toros de Guisando i ponownym wyznaczeniem Joanny la Beltraneja na swą następczynię (1470). Mimo tego bezsilny Henryk nie był w stanie usunąć Izabeli z Kastylii i aż do śmierci króla w 1474 sprawa sukcesji pozostawała nierozstrzygnięta.

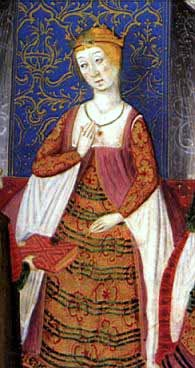
Średniowieczna podobizna Izabeli

#### Joanna la Beltraneja i wojna o sukcesję
Gdy tuż przed północą 11 grudnia 1474 roku Henryk IV zmarł, jego córka miała niespełna 13 lat. Popierające jej prawa do tronu stronnictwo nie było zbyt popularne w Kastylii, ale uzyskało silne wsparcie poprzez obietnicę oddania ręki Joanny Alfonsowi V, jej wujowi i jednocześnie królowi Portugalii. Dlatego na wieść o śmierci przyrodniego brata Izabela natychmiast dokonała w Segowii proklamacji na królową Kastylii, gdzie wkrótce przybył do niej przebywający dotychczas w Aragonii Ferdynand. Zwolennicy Joanny również nie próżnowali. Do miast Kastylii rozesłano w imieniu młodej księżniczki list wzywający do wypełnienia woli zmarłego króla, który życzył sobie, by jego jedyna córka zasiadła na tronie. Joanna la Beltraneja zdobyła poparcie głównie wśród miast Galicji, a także wśród części awanturniczo nastawionej szlachty i arystokracji. Z duchownych poparli ją nieliczni, ale wśród nich był dotychczasowy zwolennik Izabeli, arcybiskup Toledo don Alfonso Carillo de Acuña. Przeszedł on na stronę Joanny, gdy zorientował się, że Izabela nie pozwoli sobą kierować. Niemniej większość duchowieństwa, znaczna część szlachty i przede wszystkim wsie oraz miasta centralnej i południowej Kastylii poparły Izabelę i Ferdynanda. Mieszkańcy Kastylii mieli nadzieję na stabilizację rządów pod panowaniem politycznie dojrzałego małżeństwa. Dwór Joanny osiadł w Toro, nieopodal portugalskiej granicy. 30 maja 1475 roku Alfons ożenił się ze swoją siostrzenicą oficjalnie podtrzymując jej i swoje pretensje do tronu kastylijskiego. Wybuchła wojna z Portugalią, która ponadto zdobyła wsparcie króla Francji Ludwika XI. Kastylijczyków wspierały wojska aragońskie wysłane przez ojca Ferdynanda, Jana II. Siły obu stron były wyrównane, co mogło przedłużyć działania wojenne. Zdecydowane kroki Izabeli, która uzyskała dla swej sprawy sporą pożyczkę od Kościoła, przyczyniły się jednak do stopniowego przechylenia się szali na jej stronę. Do głównego starcia wojny doszło 1 marca 1476 roku pod Toro, gdzie spotkały się armie portugalsko-kastylijskie pod wodzą Alfonsa V i kastylijsko-aragońskie pod wodzą Ferdynanda. I choć obie strony poniosły spore straty i ogłosiły zwycięstwo w bitwie, to Portugalczykom starcie to uniemożliwiło podjęcie skutecznej ofensywy w głąb Kastylii. Wojna o miraż kastylijskiej korony nie była zresztą popularna w Portugalii, a sojusz z Francją nie przyniósł wymiernego militarnego wsparcia. Stąd nawet klęska floty kastylijskiej w Zatoce Gwinejskiej w 1478 nie zmieniła wyniku sukcesji. Traktat pokojowy podpisano 4 września 1479 roku w Alcáçovas. Król Portugalii uznał w nim Izabelę za prawowitą władczynię Kastylii oraz uszanował prawo Kastylii do Wysp Kanaryjskich. Joanna, której małżeństwo z wujem zostało unieważnione przez papieża jeszcze w 1478 roku, została zmuszona do zrzeczenia się pretensji do korony. Formalnie otrzymała ofertę przyszłego ślubu z nowo narodzonym synem Izabeli, Janem – jeśli ten by się na to zgodził. Joanna nie mając jednak złudzeń postanowiła wstąpić do klasztoru, co przyjęte zostało z pełną aprobatą Izabeli, która osobiście uczestniczyła w ceremonii ślubów klasztornych swej niedawnej rywalki. W traktacie pokojowym Izabela musiała jednak uznać supremację portugalską na Atlantyku i wyłączne prawo Portugalii do eksploracji i kolonizacji zachodnich wybrzeży Afryki. Był to kompromis konieczny, by uzyskać czas na ugruntowanie władzy Izabeli i Ferdynanda w ich dziedzicznych królestwach. W tym bowiem właśnie czasie, po śmierci ojca Ferdynanda, Jana II (zmarł 20 stycznia 1479) Izabela została (wraz z małżonkiem) władczynią Aragonii i podległych jej posiadłości śródziemnomorskich.

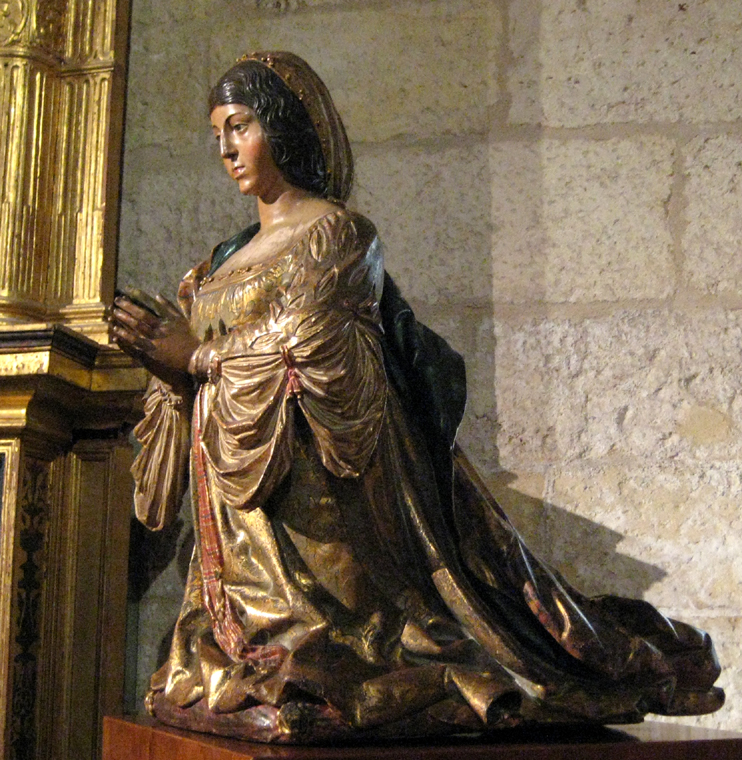
Figura Izabeli w Kaplicy Królewskiej w Grenadzie

### Reformy i umocnienie władzy królewskiej

#### Ukrócenie feudalnej anarchii
U progu swego panowania Izabela stanęła przeciw rozlicznym problemom wewnętrznym. Anarchia feudalna, która za panowania jej poprzedników przeobraziła się w permanentną wojnę domową musiała zostać ukrócona. Najgroźniej sytuacja przedstawiała się w Galicji i Andaluzji, gdzie wielkie rody walczące ze sobą paraliżowały zarząd nad prowincjami. Izabela przybyła osobiście na czele wojsk i wkroczyła do objętej walkami Sewilli. Splendor jej dworu i obawa przed karą onieśmieliła większość oponentów. Najwięksi magnaci ukorzyli się przed królową, która potraktowała ich stanowczo, choć łaskawie. Izabela odzyskała dla Korony część zagarniętych królewszczyzn pozostawiając jednocześnie swym oponentom większość ich majątków. Podobnie działała wobec większości dotychczasowej opozycji, włącznie z arcybiskupem Toledo, który pod Toro walczył po stronie Portugalczyków. Walki w Galicji trwały dłużej, wiele twierdz trzeba było zdobywać i zburzyć, władza królewska została jednak ugruntowana, a w La Coruña ustanowiono sąd królewski (Audiencia). Uwieńczeniem pierwszego etapu przebudowy państwa były obrady Kortezów w Madrigal (1476) i Toledo (1480). Na pierwszym z nich zreorganizowane zostały średniowieczne bractwa municypalne zwane hermandadami, które przeobrażono w centralną służbę administracyjno-poborową – Świętą Hermandadę. Wzmocniło to władzę królewską zarówno wobec miast, jak i szlachty, od której organizacja hermandady była niezależna. Kortezy toledańskie ustaliły natomiast skład Rady Królewskiej, stosunki między Koroną a Kościołem oraz powołały komisję rewizyjną, która miała zająć się odzyskaniem nielegalnie zagarniętych praw i królewszczyzn. Ten ostatni aspekt reform został dokonany tylko częściowo: Izabela zdołała odzyskać kilka miast dla Korony (Plasencję, Kadyks, Gibraltar), rozbiła jednak tylko jedną wielką seniorię feudalną. Nie udało się też odzyskać dla Korony dawnych danin, utraconych na rzecz feudałów. Jedną z nich, tzw. alcabalas Izabela poleciła odzyskać swym następcom w testamencie. Prestiż monarchów podniesiono względem arystokracji, zakazując tej ostatniej umieszczania koron w herbach oraz używania zwrotów i ceremonii zastrzeżonych dla dworu monarszego.

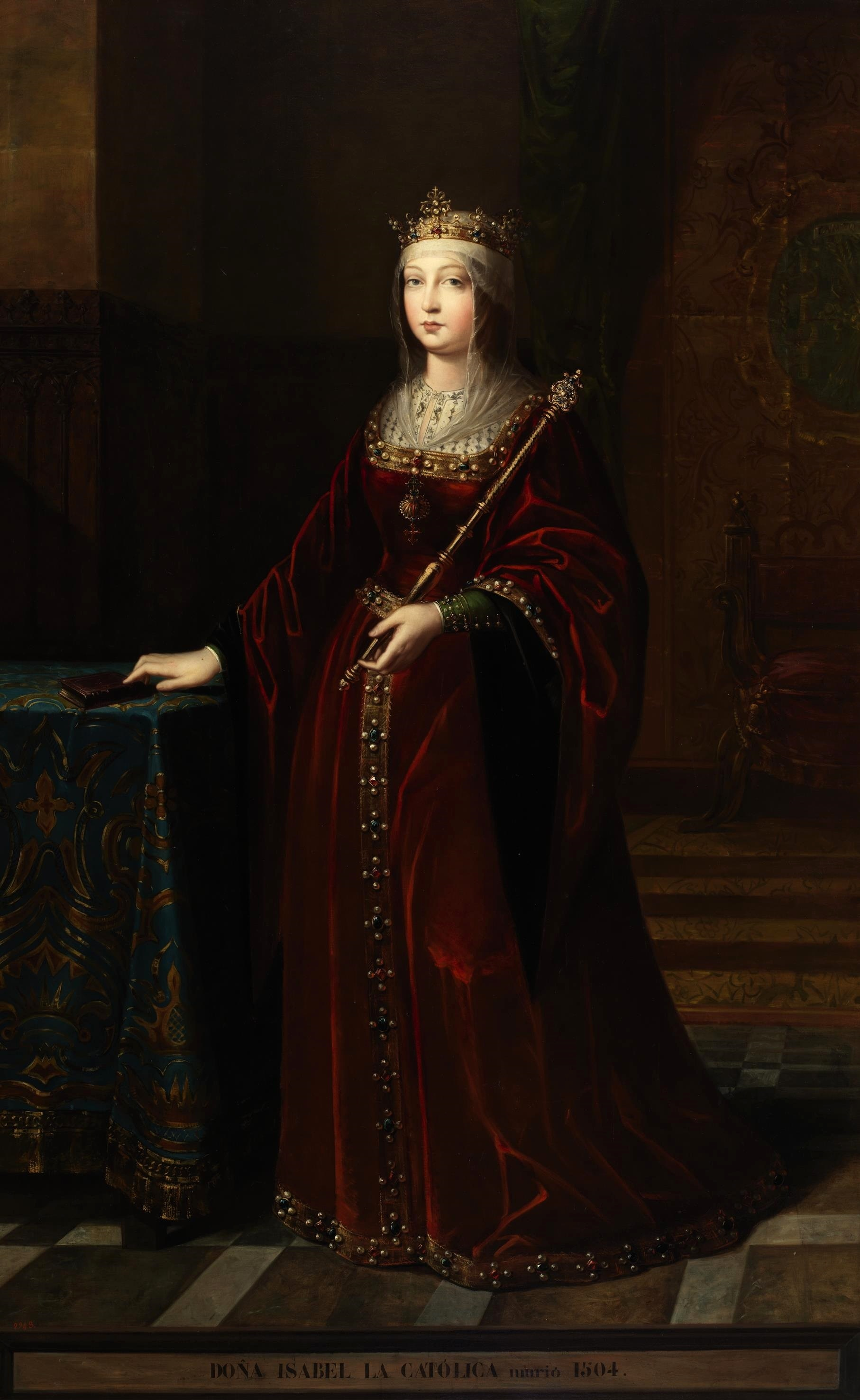
Pośmiertny portret Izabeli

#### Ustanowienie inkwizycji
W czasie swej pierwszej wizyty w Andaluzji Izabelę uderzył fakt walk społecznych między katolikami a potomkami Żydów i Muzułmanów. Niekiedy Muzułmanie w przypadku zmiany wiary na chrześcijaństwo zwani byli „przechrztami” i wciąż często byli prześladowani pod zarzutem potajemnego trwania przy wierze przodków. Żydzi zostali wprawdzie zmuszeni do przyjęcia chrześcijaństwa lub opuszczenia Kastylii edyktem z 1391 roku, to jednak wciąż wielu z nich pozostało lub później powróciło do Kastylii. Problem krwawych samosądów nad tą społecznością był więc wciąż żywy. Izabela postanowiła więc przywrócić do życia średniowieczną instytucję inkwizycji, która w Hiszpanii od dawna w ogóle nie funkcjonowała. Motywem kierującym królową była zarówno chęć ukrócenia samosądów jak i doprowadzenia do pełnej rekatolicyzacji swych poddanych. Zgodę na utworzenie inkwizycji w Andaluzji nadał specjalną bullą w 1478 roku papież Sykstus IV. Pierwszy trybunał rozpoczął funkcjonowanie w 1481 w Sewilli, w kolejnych latach powstały trybunały w Kordobie (1482), Toledo (1483), Saragossie i Walencji (1484), Llerena (1485), Barcelonie (1487), Valladolid (1488) i inne. W odróżnieniu od inkwizycji istniejącej we wcześniejszych wiekach ta podlegała bezpośrednio świeckiej władzy pary królewskiej. Wkrótce zaczęły się mnożyć skargi na jej funkcjonowanie, które spowodowały protesty papieża. Protesty te jednak nic nie zmieniły wobec stanowczego oporu Królów Katolickich i z czasem inkwizycja hiszpańska stała się instytucją całkowicie niezależną od Rzymu. Wprawdzie obecnie w badaniach wykazano, że ofiar inkwizycji hiszpańskiej było znacznie mniej niż podawali XVI-wieczni autorzy i jak podawano jeszcze kilkadziesiąt lat temu, to niezaprzeczalnie najwięcej ofiar (około 4/5, co stanowi prawdopodobnie 2 tys.) pochłonęła ona właśnie w czasach Izabeli i Ferdynanda. Prześladowania dotknęły przede wszystkim społeczność żydowską i muzułmańską. Żydzi zostali ponownie zmuszeni do przyjęcia chrześcijaństwa lub opuszczenia kraju na mocy nowego edyktu o wygnaniu z marca 1492 roku. Z 200 tys. Żydów żyjących wówczas w krajach hiszpańskich ostatecznie opuściło półwysep ponad 100 tys. Była to znacząca strata ekonomiczna dla Korony, gdyż kraj opuściło wielu rzemieślników, bankierów i ludzi wykształconych. Szczególnie ostre prześladowania dotknęły żydowskich przechrztów, w stosunku do których wnoszono oskarżenia o profanację wiary chrześcijańskiej. Podobne prześladowania dotknęły hiszpańskich muzułmanów (mudéjares), zwłaszcza Granadyjczyków. Kastylijscy i aragońscy mudéjares byli jednak często chronieni przed wygnaniem jako poddani potężnych seniorów, którzy nie chcieli tracić taniej siły roboczej w swych majątkach. Z czasem jednak nacisk na ich realne nawrócenie rósł. Najczarniejszą sławę spośród inkwizytorów hiszpańskich zdobył jej pierwszy Generalny Inkwizytor (1483–1498), spowiednik królowej Izabeli, Tomás de Torquemada.

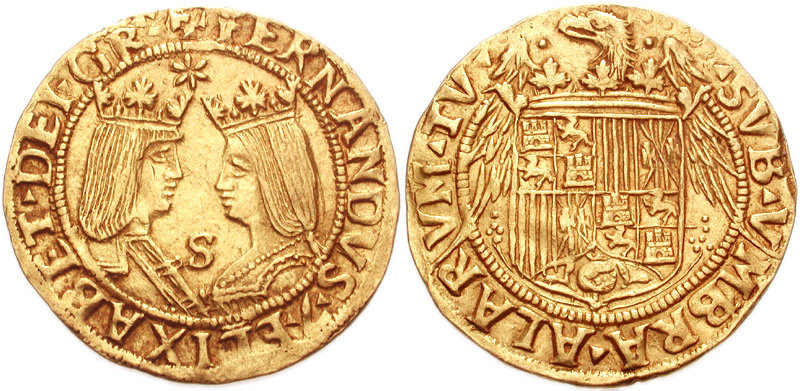
Złote excellente z roku 1497, z podobiznami Izabeli i Ferdynanda i herbami podległych im królestw

#### Reformy gospodarcze
Para monarsza oprócz zapewnienia swym poddanym spokoju i ładu wewnętrznego włożyła również wiele wysiłku w podniesienie gospodarki krajów hiszpańskich z upadku. Miał to być środek do podwyższenia dochodów Korony, która wciąż borykała się z problemami finansowymi, zarówno odziedziczonymi po poprzednikach, jak i wynikającymi z nowych wysiłków państwa (podbój Grenady). Polityka ukrócenia potęgi możnowładców pozwoliła zahamować proces senioralizacji miast i umożliwiła ich szybki rozwój, zarówno demograficzny jak i gospodarczy. Rozwój handlu wsparły również posunięcia unifikacyjne. Unia dynastyczna nie pociągnęła wprawdzie za sobą żadnych konsekwencji administracyjnych i nadal w epoce Izabeli Kastylia była zarządzana oddzielnie od Aragonii, to jednak wspólne rządy pary królewskiej umożliwiły złagodzenie polityki celnej oraz odbudowę wielu dróg i ułatwiły wymianę handlową w obrębie Półwyspu. Doniosłe znaczenie dla handlu miały reformy monetarne. Na wzór dukata weneckiego wprowadzono złotą monetę zwaną excellente (wartą 375 maravedís). Bito również srebrne reale (warte 34 maravedís), a drobny handel obsługiwał miedziany bilon. Mennice działały w całym kraju i miały różnych właścicieli, zadaniem Korony było sprawdzenie należytej próby i wagi bitych monet oraz pobieranie niewielkiego podatku menniczego.

### Zakończenie rekonkwisty
Zobacz więcej w osobnym artykule: Rekonkwista.

#### Wstrzymanie rekonkwisty w XIV i XV wieku
Rekonkwista, tak istotna w dziejach wczesnośredniowiecznej Hiszpanii, stała się w XIV i XV wieku w znacznej mierze bardziej ideą niż realną polityką królestw iberyjskich. Po fali wielkich zwycięstw w XIII wieku jedynym poważniejszym sukcesem następnych władców było zdobycie Gibraltaru w 1309 roku, który jednak utracono już w 1333. Przez cały wiek XIV i w pierwszej połowie XV walki między chrześcijanami i muzułmanami ograniczały się do wzajemnych napadów łupieżczych i wypraw odwetowych. Jeśli nawet chrześcijanie odnosili zwycięstwa w polu, to nie potrafili zdobyć trudno dostępnych, górskich twierdz Grenady. Wznowieniu realnej rekonkwisty nie sprzyjał kryzys w jakim znalazła się w XIV i XV wieku Kastylia. Dopiero starszy brat i poprzednik Izabeli, Henryk IV zmienił taktykę wobec Grenady wypowiadając jej wojnę totalną. Jej pierwszym efektem było ponowne zdobycie Gibraltaru w 1462 roku. W późniejszych latach Henryk nie mógł jednak kontynuować swego dzieła z powodu targającego Kastylią konfliktu wewnętrznego.

#### Wojna totalna
Umocniwszy się na tronie, Izabela i Ferdynand postanowili zakończyć problem niewygodnego sąsiedztwa Grenady. Było to o tyle istotne, że z powodu ciągłych walk na pograniczu wzdłuż granic z emiratem istniał długi pas żyznych ziem leżących odłogiem. Pretekstem do rozpoczęcia wojny stało się zajęcie przez muzułmanów Zahary (grudzień 1481). Izabela postanowiła wykorzystać wcześniejsze doświadczenia brata w walce z Grenadyjczykami i wypowiedziała im wojnę totalną. Polegało to na stałym utrzymywaniu wojsk w obcym kraju i zdobywaniu twierdza po twierdzy, miasto po mieście w miejsce wcześniejszych sezonowych wypadów. Wymagało to ogromnego wysiłku finansowego i militarnego, przynosiło za to trwałe efekty. Co roku, kolejna ofensywa prowadzona wiosną i latem oddawała w ręce Królów Katolickich kolejne połacie ziemi. Nowością było użycie podczas oblężeń artylerii na dużą skalę. Poza tym jednak sama wojna była prowadzona w tradycyjny, średniowieczny sposób. Kapitulacje twierdz odbywały się na stosunkowo łagodnych warunkach. Wyjątkiem było zdobycie Málagi (1487), której zaciekły opór rozsierdził monarchów katolickich. Z ich rozkazu całą pozostałą przy życiu ludność miasta oddano w niewolę. Upadek Malagi zakończył zdobywanie zachodniej części emiratu. Część wschodnia poddała się po zdobyciu Bazy w 1489. Podboje ułatwiły chrześcijanom waśnie jakie wybuchły w łonie rządzącej Grenadą dynastii Nasrydów. Mimo tego centralna część emiratu ze świetnie ufortyfikowaną Grenadą stawiała wciąż zaciekły opór.

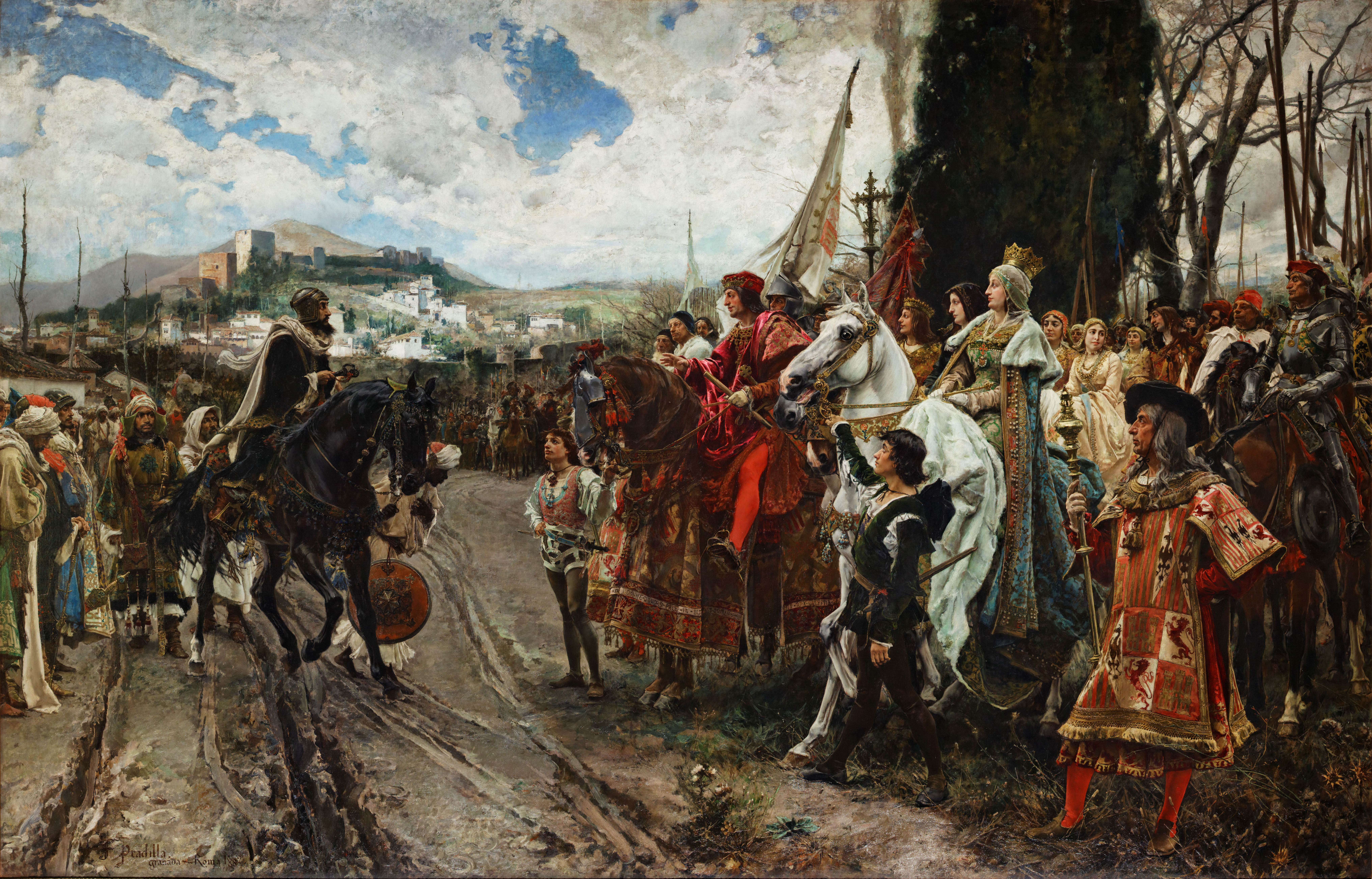
Izabela Kastylijska i Ferdynand Aragoński przyjmują kapitulację Grenady

#### Zdobycie Grenady
Zobacz więcej w osobnym artykule: Zdobycie Grenady.

Potężne fortyfikacje Grenady w zasadzie wykluczały wzięcie miasta szturmem, dlatego też wojska chrześcijańskie wiosną 1491 roku rozłożyły się na równinie u stóp miasta, rozpoczynając jego blokadę. Naprzeciwko stolicy emiratu wybudowano miasto-obóz Santa Fe, z którego Izabela wraz z mężem doglądała oblężenia ostatniego muzułmańskiego bastionu w Zachodniej Europie. Przepełniona uchodźcami Grenada cierpiała głód, a w ciągłych potyczkach toczonych wokół miasta ginęli jej najlepsi wojownicy. Muhammad XII zwany Boabdil, ostatni emir Grenady, prowadził więc z władcami katolickimi tajne rokowania, mające na celu honorowe poddanie miasta. Wreszcie, 2 stycznia 1492 roku, Muhammad XII skapitulował przed parą królewską, otwierając bramy swej stolicy i poddając Alhambrę. Warunki kapitulacji były wspaniałomyślne i należy sądzić, że monarchowie nigdy nie mieli zamiaru ich dotrzymać. Cała ludność podbitego emiratu miała do wyboru: pozostać na miejscu oraz cieszyć się pełną swobodą religijną i prawną lub opuścić Hiszpanię, zabierając cały swój dobytek. Sam emir otrzymał znaczną seniorię i mógł wejść w skład arystokracji. Postanowił jednak spieniężyć ofiarowany mu majątek i wyemigrował wraz z większością dawnej elity emiratu do Maroka. Wkrótce okazało się zresztą, że chrześcijanie nie zamierzają dotrzymać warunków kapitulacji, a preludium do tego był edykt o wygnaniu Żydów wydany zaledwie dwa miesiące po upadku Grenady.
Izabela w pełni doceniła symboliczne znaczenie zakończenia rekonkwisty, wybierając Grenadę na miejsce swego pochówku, co w tamtej epoce uchodziło za wyraz szczególnego uznania. Grenada stała się siedzibą arcybiskupstwa, Kancelarii i Generalnej Kapitanii (jednostki administracyjnej). Miasto otrzymało prawo głosu w Kortezach, a jego emblemat włączono do godła jednoczącej się Hiszpanii. W oczach Izabeli zdobycie Grenady było jej najważniejszym sukcesem.

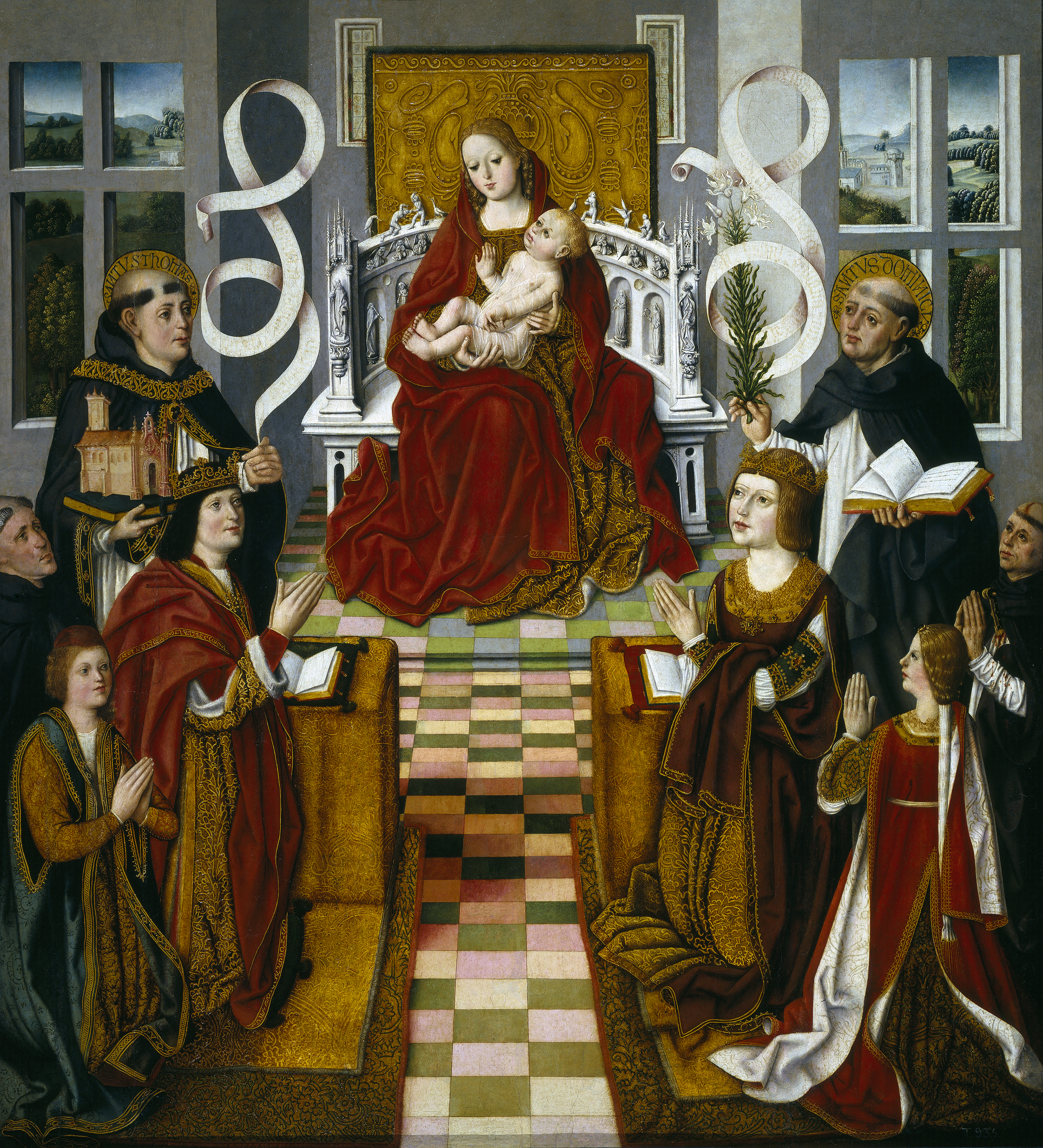
Królowie Katoliccy adorujący Marię z Dzieciątkiem

### Królowie Katoliccy
Specjalną bullą z 19 grudnia 1496 roku papież Aleksander VI nadał Izabeli i Ferdynandowi dożywotni i dziedziczny tytuł Królów Katolickich (hiszp. Reyes Católicos), który miał w oczach Europy uczynić monarchów hiszpańskich równorzędnymi władcom Francji, noszącym specjalny tytuł „królów arcychrześcijańskich”. Tytuł nadany monarchom hiszpańskim miał wprawdzie tylko znaczenie honorowe i został nadany ze względu na bieżącą, realizowaną wówczas przez Rzym politykę antyfrancuską, niemniej jednak odzwierciedlał po części wzrost znaczenia krajów rządzonych przez parę monarszą oraz ich postawę w sprawach religijnych. Chociaż papiestwo miało nieraz pewne zastrzeżenia dotyczące funkcjonowania inkwizycji hiszpańskiej czy polityki włoskiej Ferdynanda, to jednak nigdy oficjalnie nie podważano prawowierności i gorliwości religijnej Izabeli i Ferdynanda. W przypadku Ferdynanda tytuł Króla Katolickiego był przede wszystkim wynikiem jego przydatności papiestwu w sprawach Italii. Natomiast w przypadku Izabeli wynikał bardziej z kierunków jej polityki iberyjskiej: wsparcia Kościoła, zakończenia rekonkwisty, wygnania Żydów, starania o pełną katolicyzację poddanych oraz zapewne ze znanej, osobistej pobożności królowej. Izabela jak i jej następcy z dumą nosili ten tytuł, który w pewnym stopniu, w dobie reformacji implikował politykę wewnętrzną i zagraniczną dworu hiszpańskiego, czego kulminacja nastąpiła za rządów prawnuka Izabeli – Filipa II.

### Krzysztof Kolumb i początki ekspansji zamorskiej

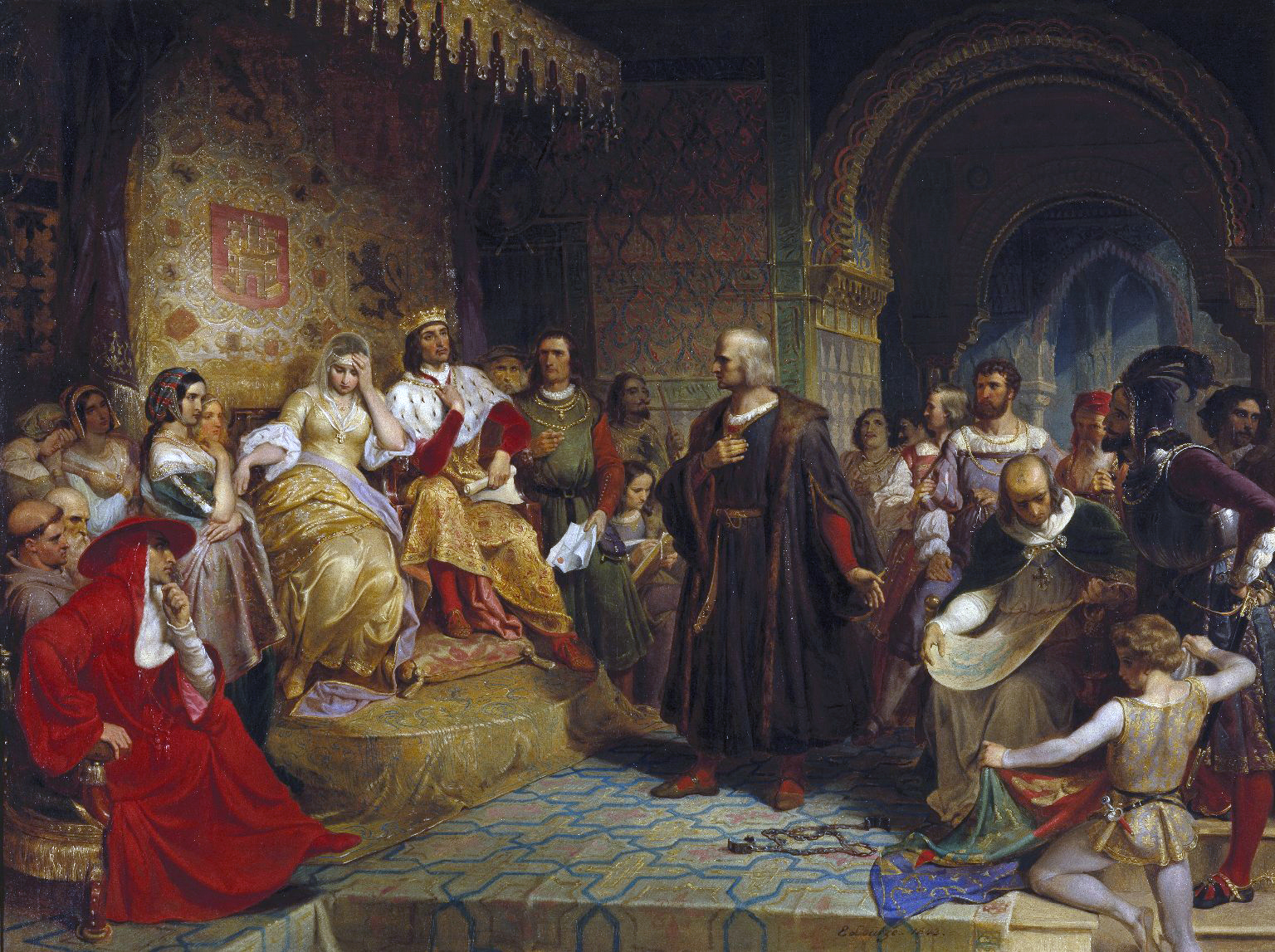
Krzysztof Kolumb przed Ferdynandem i Izabelą

#### Wyspy Kanaryjskie, wyprawy Kolumba, początek konkwisty
O ile Ferdynand, jako król Aragonii, Sardynii i Sycylii zainteresowany był ekspansją w basenie Morza Śródziemnego, o tyle Izabela znacznie bardziej interesowała się sprawami atlantyckimi. Porażka, jakiej doznała flota kastylijska z rąk portugalskich w czasie wojny o sukcesję, niepokoiła królową co do przyszłego rozwoju handlu i ekspansji Kastylii na zachód. Długa wojna z Grenadą uniemożliwiła szybkie podjęcie rywalizacji morskiej z Portugalią. Niemniej Izabela nie zrezygnowała nigdy z tego kierunku ekspansji, popierając dalszy podbój Wysp Kanaryjskich. Poważniejsza szansa na nowe zdobycze zamorskie pojawiła się, gdy w 1492 roku na dwór królewski przybył Genueńczyk Krzysztof Kolumb, który przedstawił parze królewskiej projekt wyprawy do Indii drogą na zachód. Kolumb, który wcześniej bezskutecznie do swego pomysłu chciał przekonać króla Portugalii, trafił w dobrym momencie, gdyż Królowie Katoliccy właśnie zakończyli podbój Grenady i mogli zdecydować się na poparcie nowego projektu. Z królewskiego rozkazu Kolumb otrzymał od miasta Palos dwie karawele, do których dołączył trzecią własną. Wyprawa zakończyła się odkryciem nowych archipelagów (dzisiejsze Bahamy i Antyle), o których Kolumb myślał, że są częścią Indii. Po powrocie podróżnika do Hiszpanii para królewska przyjęła Kolumba w Barcelonie (1493), gdzie wydano zgodę na kolejną, znacznie większą wyprawę o charakterze kolonizatorskim. Kolumb odbył łącznie cztery wyprawy do Nowego Świata i choć jego sukcesy na polu zorganizowania kolonii były marne, to jego odkrycia zapoczątkowały nową epokę w dziejach Hiszpanii, Europy i całego świata. Gdy okazało się, że klimat nowo objętych ziem nie sprzyja rolnictwu typu europejskiego, pierwsi hiszpańscy konkwistadorzy rozpoczęli bezwzględną eksploatację miejscowych plemion, nazwanych przez Kolumba Indianami. Izabela usiłowała powstrzymać ten proces, zakazując (podobnie jak wcześniej na Wyspach Kanaryjskich) zamieniania tubylców w niewolników. Jednak postawa Królów Katolickich niewiele poprawiła los Indian, których Izabela wolała widzieć jako swoich poddanych i wasali niż własność zamorskich plantatorów.

#### Podstawy prawne podbojów, traktat z Tordesillas
Zobacz więcej w osobnym artykule: Traktat z Tordesillas.

Odkrycia Kolumba i deklaracje Kastylii objęcia nowo odkrytych ziem w posiadanie wywołało ostrą reakcję Portugalczyków. Powołując się na wcześniejsze ustalenia portugalsko-kastylijskie i bulle papieskie król Jan II Doskonały zgłaszał pretensje do wyłącznego prawa Portugalii do nowych ziem na zachodzie. Królowie Katoliccy uzyskali jednak od przychylnego im katalońskiego papieża Aleksandra VI bullę potwierdzającą ich prawa do wszystkich ziem położonych 100 mil na zachód od portugalskich Wysp Zielonego Przylądka (1493). Opór Portugalczyków, którzy mając przewagę na morzu mogli zagrozić kolejnym wyprawom hiszpańskim, zmusił monarchów katolickich do bezpośrednich pertraktacji z Lizboną. Zakończyły się one 7 czerwca 1494 podpisaniem traktatu w Tordesillas, w którym Portugalczycy uzyskali przesunięcie rozgraniczenia wpływów portugalskich od kastylijskich o kolejne 270 mil na zachód. Efektem tego traktatu, zatwierdzonego później przez papieża było późniejsze objęcie nieodkrytej jeszcze wówczas Brazylii przez Portugalię.

### Śmierć Izabeli i jej następcy

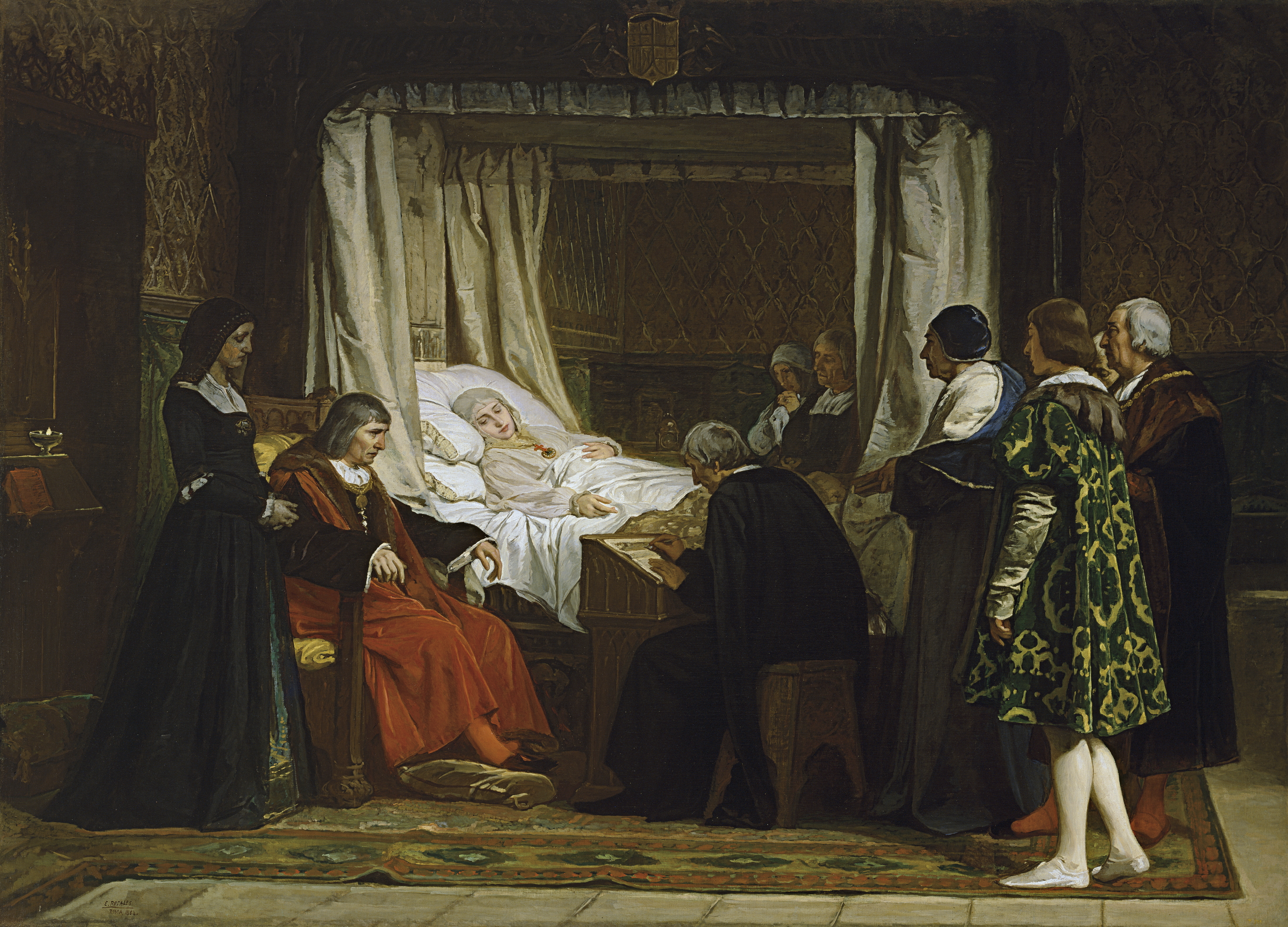
Śmierć królowej Izabeli na XIX-wiecznym obrazie

Ostatnie lata życia Izabeli nie należały do najszczęśliwszych. Ferdynand mocno zaangażował się w sprawy włoskie, gdzie Aragonia rywalizowała z Francją. W 1497 roku zmarł jedyny syn i następca monarchów katolickich, książę Asturii Jan. Niedługo potem młodziutka wdowa po księciu, Małgorzata Habsburg urodziła martwą córkę. Po tych wydarzeniach Izabela nie przestała nosić żałoby i do końca swego życia ubierała się w czerń. Następczynią tronu została zatem, wydana za młodego króla Portugalii – Manuela, najstarsza z córek pary królewskiej – Izabela z Asturii. Rodziło to nadzieję na przyszłą, pełną unię królestw iberyjskich. Tym bardziej, że młoda Izabela urodziła w 1498 syna, Michała da Paz. Jednak tuż po porodzie córka królowej zmarła. W 1500 w Grenadzie zmarł dwuletni wnuk królów katolickich, grzebiąc tym samym nadzieje na unię z Portugalią. Wprawdzie za Manuela wydano jedną z młodszych córek królewskich, Marię, ale nie ona była następna w kolejce do tronu. Nową księżną Asturii została bowiem druga w kolejności córka Izabeli, Joanna. Wydana w 1496 roku za Filipa Pięknego z dynastii Habsburgów Joanna uznawana była za szaloną, gdyż takie wiadomości przekazywał z Flandrii sam mąż Joanny – Filip, któremu zależało na tym, aby zdobyć należny Joannie tron, a ją odsunąć od spraw państwowych. Izabela była niechętna swemu zięciowi i swym wychowywanym we Flandrii wnukom, które nie znały nawet hiszpańskiego. Dlatego w swym testamencie zapisała, by w przypadku odziedziczenia przez Joannę Kastylii rządy w kraju nadal sprawował Ferdynand.
Po powstaniu jakie wybuchło w Grenadzie w związku z nieprzestrzeganiem autonomii muzułmanów (1499) Izabela i Ferdynand zdecydowali się na całkowite złamanie warunków kapitulacji Grenady i na wygnanie lub chrystianizację muzułmanów w swych królestwach (1502). Był to spory cios dla dobrze rozwijającej się gospodarki królestw Hiszpanii. Na początku XVI wieku zdrowie Izabeli znacznie podupadło. Królowa zmarła na raka 26 listopada 1504 roku na zamku w Medina del Campo. Została pochowana, zgodnie ze swoim życzeniem, w Grenadzie, gdzie jej wnuk Karol I wybudował później królewską kaplicę. Spoczywa tam obok swego męża Ferdynanda oraz córki Joanny i jej męża Filipa.

## Osobowość królowej
Izabela wychowała się w czasach feudalnej anarchii, wśród obciążonej kryzysem, ale wciąż średniowiecznej w swej wymowie kulturze dworskiej. Przyszło jej jednak być świadkiem i uczestnikiem przemian nadchodzącej, nowożytnej epoki i choć sama królowa reprezentowała stary, feudalny świat, to widać i u niej pewne przejawy nowego sposobu myślenia i postępowania.

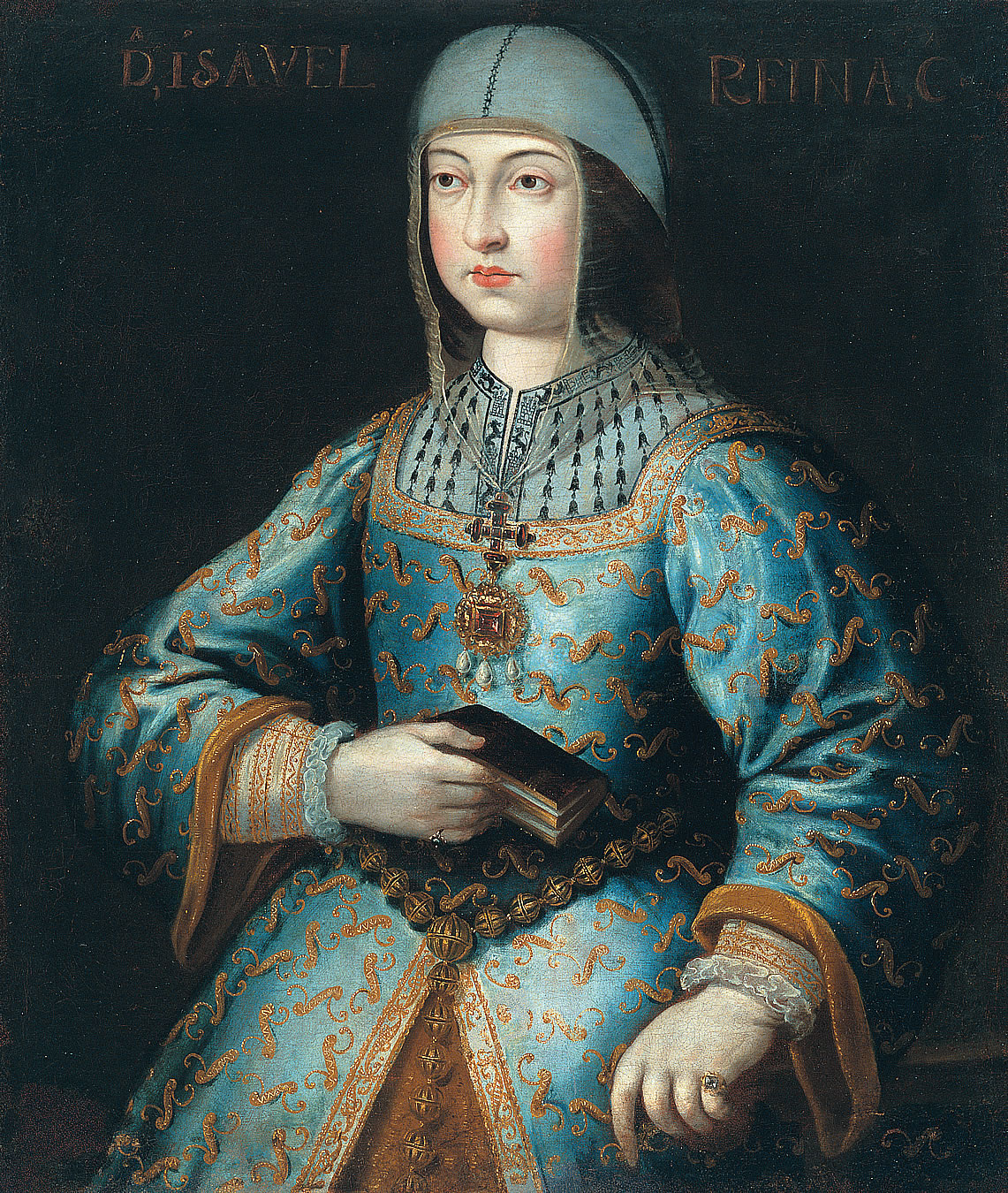
Izabela na XVI-wiecznym portrecie

Zamieszanie, jakie trwało wokół sukcesji kastylijskiej w czasach jej młodości, odbiło się piętnem na temat poglądów Izabeli co do instytucji monarchii i istoty władzy królewskiej. Przyszła królowa nie zgodziła się wystąpić przeciw przyrodniemu bratu, uznając go za prawowitego króla Kastylii. Ten silny legitymizm dał później samej Izabeli narzędzie do walki z opozycją, wobec której posługiwała się argumentem przyrodzonego majestatu jej władzy. Z całym przekonaniem uważała bowiem, że władza królewska pochodzi od Boga i tylko Jego woli może być posłuszna. Nie oznaczało to jednak, że królowa, dążąc do wzmocnienia swej władzy, nie liczyła się z nikim i z niczym. Wprost przeciwnie, wraz z mężem wykazała się odpowiednim umiarem i rozwagą w walce z opozycją feudalną, którą podporządkowała po części siłą, a po części poprzez okazanie łaski pokonanym. Bezkompromisowa była natomiast w sprawach wiary, gdzie zawsze stała na straży katolickiej prawowierności. Szczera i żarliwa pobożność Izabeli była powszechnie znana i podziwiana. Izabela wyraziła ją dobitnie swą reakcją na wieść o śmierci jedynego, ukochanego syna mówiąc: „Bóg dał mi go, Bóg mi go odebrał. Chwała Jego imieniu.” Lecz o ile pobożność królowej i jej relacje z braćmi czy matką miały cechy stosunków typowych dla mentalności średniowiecznej, o tyle stosunki łączące Izabelę z jej własnymi dziećmi, zwłaszcza z jedynym synem i najstarszą córką, również Izabelą, miały już charakter bardziej typowy dla humanistycznego podejścia nowej epoki. Tragedie rodzinne wpłynęły mocno na końcowe lata życia Izabeli, jakkolwiek królowa do końca swych dni uniknęła losu swej matki i córki, które popadły w depresję i szaleństwo.
Izabela posiadała silną i jednocześnie otwartą osobowość. W ciągu całego swego panowania podróżowała po Kastylii, zwiedzając niemal każdy zamek swego kraju. Kilka lat spędziła również w krajach Korony Aragońskiej, choć w odróżnieniu od męża nie opuściła nigdy Półwyspu Iberyjskiego. Energicznie wspierała męża w trakcie podboju Emiratu Grenady i popierała ekspansję zamorską Kastylii, widząc w niej szanse na spełnienie ambicji swoich i swych poddanych. Dzięki podróżom i dostępności była powszechnie rozpoznawana i szanowana, zarówno wśród arystokratów, jak i zwykłych mieszczan i chłopów. Uważano ją za królową stanowczą i sprawiedliwą, ale nie surową, gdyż nigdy oficjalnie nie okazywała oznak niełaski. Wspierała ludzi nauki i kultury, choć może nie zawsze miała zrozumienie dla nowych, humanistycznych prądów epoki. Współczesny władczyni historyk, Diego de Valera swą „Kronikę Hiszpanii” dedykował „pani Ysabel, królowej Hiszpanii”. Jej też Antonio de Nebrija podarował pierwszy egzemplarz świeżo wydanej, pierwszej „Gramatyki” języka kastylijskiego. Królowa była zaskoczona tym prezentem, nie wiedząc czemu miałby służyć podręcznik do ludowego języka jej poddanych. Chętnie natomiast sięgała do podobnego podręcznika języka łacińskiego, który otrzymała również od Nebriji kilka lat wcześniej. Izabela prawdopodobnie nie miała jednak talentu do języków obcych i nawet łaciny, którą wciąż wówczas uważano za język podstawowy, nie opanowała nigdy w stopniu zadowalającym. Cieszyła się natomiast Izabela opinią „swojej” władczyni, które to poczucie było tym silniejsze, im bardziej obcy wydawali się jej następcy: jej zięć, Filip I Piękny i wnuk, Karol z Gandawy.

## Małżeństwo i rodzina

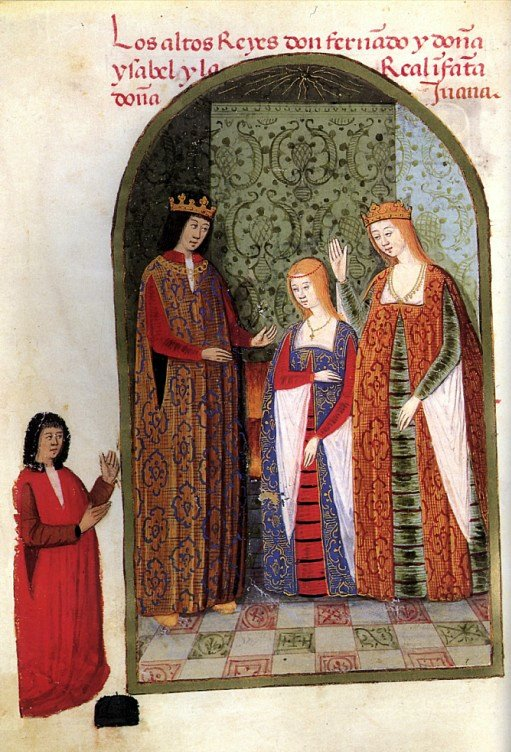
Izabela wraz z mężem i córką Joanną

### Stosunki z Ferdynandem
Wybór małżonka był dla Izabeli w znacznej mierze aktem politycznym. Niemniej jej małżeństwo z Ferdynandem okazało się nie tylko zgodne politycznie, ale i uczuciowo. Małżonkowie, których temperament i ambicje polityczne były podobne, stworzyli udaną rodzinę. Niemniej na początku pojawiły się pewne trudności w relacjach między nimi, gdy Izabela została w 1474 roku ogłoszona jedyną królową Kastylii. Ferdynand przybył wówczas niezwłocznie do Segovii, gdzie przebywała Izabela, by wyrazić swe niezadowolenie z faktu zostania jedynie królem-małżonkiem. Powołał się na przestrzegane w Aragonii (ale nie w Kastylii) prawo salickie, które dawało pierwszeństwo w dziedziczeniu mężczyznom i na swoje pochodzenie od panującej zarówno w Kastylii, jak i w Aragonii dynastii Trastámara. Negocjacje zakończyły się wkrótce kompromisem i w początkach roku 1475 Ferdynand został uznany za współrządcę Kastylii. Jego imię miało być wymieniane w dokumentach przed imieniem Izabeli, ale tytuły monarsze miały zaczynać się od kastylijskich i być wymieniane na przemian z aragońskimi. Pozycja Izabeli pozostała jednak dominującą, dopóty Ferdynand sam nie odziedziczył koron aragońskich (1479), wówczas w podejmowaniu decyzji głos współmałżonków był jednakowo ważny. Sama Izabela została uznana analogicznie za współwładczynię Aragonii, podczas podróży obydwojga małżonków do królestwa Aragonii w 1481 roku. Przy czym Izabela nigdy nie ingerowała w sprawy Aragonii tak mocno, jak Ferdynand czynił to w przypadku Kastylii. Izabela ustępowała również mężowi w aktywności na polu polityki zagranicznej, zwłaszcza tej dotyczącej Italii i Francji. W kręgu jej zainteresowań pozostawały sprawy atlantyckie oraz stosunki z Portugalią i Maghrebem. Równie aktywna jak mąż była także w sprawach wewnętrznych Kastylii. Wpływ królowej na sprawy państwowe osłabł po śmierci ukochanego syna Jana (1497). Postępująca choroba wyraźnie nadwątliła siły Izabeli w kolejnych latach, gdy tymczasem Ferdynand pozostawał wciąż bardzo aktywnym politykiem. Przed śmiercią Izabela wymogła na Ferdynandzie przyrzeczenie, że nigdy więcej się nie ożeni. Ten jednak wkrótce po jej śmierci ze względów politycznych i sukcesyjnych ożenił się powtórnie z Germaine de Foix, nie zważając na złożoną obietnicę.

### Polityka dynastyczna
Wprawdzie politykę zagraniczną w znacznej mierze prowadził Ferdynand Aragoński, to jednak Izabela aktywnie uczestniczyła w jej aspekcie dynastycznym aranżując wspólnie z małżonkiem szereg ślubów swoich dzieci. Polityka matrymonialna wpisywała się całkowicie w praktykę tamtej epoki.

#### Plany unii kastylijsko-portugalskiej
Już swoim własnym ślubem Izabela dokonała ważnego aktu politycznego, który miał stworzyć nowe państwo europejskie – Hiszpanię. Odrzuciła wówczas ewentualną unię z Portugalią, ale nie zaniechała dalszych kroków unifikacyjnych w obrębie Półwyspu Iberyjskiego. Nawet rywalizacja z Portugalią na Atlantyku nie zablokowała projektów matrymonialnych królowej, która miała nadzieję na wciągnięcie do unii zachodniego sąsiada – właśnie drogą małżeństw politycznych. Temu celowi miało służyć najpierw małżeństwo jej najstarszej córki i imienniczki z następcą portugalskiego tronu, księciem Alfonsem. Małżeństwo to zostało postanowione już podczas podpisania pokoju między Kastylią i Portugalią, kończącego wojnę sukcesyjną w Kastylii (1479). Pierworodna córka katolickiej pary miała otrzymać ogromny posag, będący w rzeczywistości kurtuazyjną formą rekompensaty za zrzeczenie się przez portugalskiego króla praw do tronu Kastylii. Do ślubu doszło 3 lipca 1490 roku, ale szczęśliwy dla młodej Izabeli związek nie trwał długo. Młodszy od niej o 5 lat mąż zmarł niespodziewanie po upadku z konia, zaledwie 8 miesięcy po ślubie. Królowa Izabela nie zrezygnowała jednak z planów względem Portugalii i kilka lat później (1497) ponownie wydała za mąż swą najstarszą córkę. Izabela z Asturii wyszła tym razem za nowego króla Portugalii Manuela. Ponieważ w tym czasie zmarł młodszy brat Izabeli z Asturii, została ona dziedziczką hiszpańskich koron i jej ewentualni potomkowie mogli zjednoczyć pod swym panowaniem wszystkie monarchie iberyjskie. Narodziny syna Manuela i Izabeli, Michała da Paz (1498) zostały przyjęte na dworze Królów Katolickich z entuzjazmem. Niestety sama królowa Portugalii trudów porodu nie przeżyła. Mały Michał znalazł się na dworze Izabeli Kastylijskiej i był uważany za przyszłego pana całej Iberii. Jednak młodziutki dziedzic zmarł już w roku 1500 w Grenadzie. I tym razem Izabela nie zrezygnowała z dalszych planów względem Lizbony. Już trzy miesiące po śmierci Michała Królowie Katoliccy wydali swoją trzecią córkę Marię za owdowiałego Manuela. Małżeństwo to było bardziej owocne i Maria urodziła Manuelowi aż dziesięcioro dzieci, ale były one dziedzicami jedynie w Portugalii, w Kastylii i Aragonii bowiem pierwsza w kolejce do tronu była druga córka Izabeli – Joanna. Izabela nie doczekała więc owoców swych matrymonialnych zabiegów wokół Portugalii. Pojawiły się one dopiero pod koniec XVI wieku, gdy skoligacony z dynastią Avis król Hiszpanii, Filip II (prawnuk Izabeli) skutecznie sięgnął po portugalski spadek (1580).

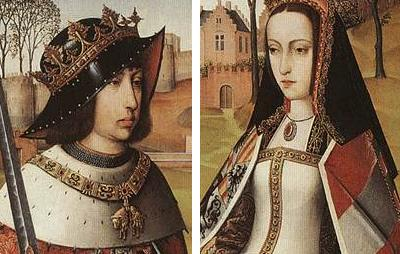
Trzecia córka Izabeli, Joanna i jej mąż, Filip zwany Pięknym. To ich potomkowie odziedziczyli tron Hiszpanii

#### Koligacje z Habsburgami
Najważniejszym z punktu widzenia przyszłości rodzącej się monarchii hiszpańskiej było małżeństwo dziedzica koron iberyjskich, infanta Jana z Asturii. Wybór jego przyszłej małżonki zdeterminowany był przez układ polityczny w Europie Zachodniej, który charakteryzował się silnym antagonizmem między powstającą unią hiszpańską a odbudowaną i ekspansywną Francją. Pierwsze plany matrymonialne wobec młodziutkiego Jana dotyczyły dziedziczki Bretanii, Anny, ale plany te upadły gdy król Francji Karol VII zajął Bretanię i sam poślubił jej dziedziczkę (1491). Pewniejszym sojusznikiem Hiszpanii mogli zostać Habsburgowie, którzy utrzymywali się wówczas na cesarskim tronie niemieckim i walczyli z Francją o dziedzictwo burgundzkie. Podpisanie sojuszu (1495) zostało potwierdzone podwójnymi planami małżeńskimi: Jan z Asturii miał ożenić się z córką Maksymiliana Habsburga, Małgorzatą, a jego młodsza siostra, Joanna wyjść miała za jedynego syna Maksymiliana, Filipa Pięknego, dziedzica posiadłości burgundzkich i niderlandzkich. Pierwszy został zrealizowany ślub Joanny: 20 października 1496 roku w Lier (dzisiejsza Belgia) doszło do jej ślubu z Filipem. Kilka miesięcy później, 3 kwietnia 1497 w Burgos Jan ożenił się z Małgorzatą Habsburg. Małżeństwo nie trwało długo: Jan zachorował i zmarł niedługo potem w Salamance, najprawdopodobniej na gruźlicę (4 października 1497). Młoda wdowa była wówczas w ciąży, jednak dziecko urodziło się martwe. Bardziej owocne okazało się małżeństwo Joanny. Wprawdzie obdarzona neurotyczną osobowością księżniczka była chorobliwie zazdrosna o romanse męża i była przez niego zaniedbywana, to jednak urodziła Filipowi szóstkę dzieci: w tym dwóch synów, którzy stali się założycielami hiszpańskiej i austriackiej gałęzi dynastii Habsburgów. Dzieci Joanny były wychowywane z dala od rodzinnej Hiszpanii, a ambicje jej męża niepokoiły Izabelę. Lecz chociaż Filip w 1504 roku rzeczywiście objął władzę w Kastylii wbrew ostatniej woli Izabeli, to jednak nie cieszył się nią długo umierając już w 1506.

#### Katarzyna Aragońska, księżna Walii
Także polityce antyfrancuskiej miało służyć małżeństwo najmłodszej z córek monarchów katolickich Katarzyny, która przeszła do historii jako Katarzyna Aragońska, pierwsza z sześciu żon Henryka VIII. Mariaż z członkiem dynastii Tudorów miał zapewnić Hiszpanii dodatkowego sojusznika do walki z Francją. Najmłodsza z córek Izabeli została przeznaczona nie Henrykowi, ale jego starszemu bratu, księciu Walii Arturowi. Przyszli małżonkowie zaręczeni zostali już w roku 1488, gdy Artur miał zaledwie 2, a Katarzyna niecałe 3 lata. Do ślubu doszło znacznie później, 14 listopada 1501 roku, ale podobnie jak w przypadku kilku innych małżeństw jej rodzeństwa, także małżeństwo Katarzyny zakończyło się bardzo szybko. Artur niespodziewanie zmarł po krótkiej, niezidentyfikowanej chorobie, niespełna pół roku po ślubie, w kwietniu 1502 roku. Katarzyna nie wróciła jednak nigdy do kraju, gdyż król Anglii, Henryk VII, nie chciał zwracać posagu synowej. Po długich pertraktacjach i otrzymaniu specjalnej dyspensy papieskiej Katarzyna poślubiła młodszego brata Artura, nowego księcia Walii, Henryka. Stało się to już po śmierci Izabeli, bo dopiero w 1509 roku. Mimo wielu ciąż Katarzyna doczekała się z Henrykiem tylko jednego zdrowego dziecka, córki Marii. Wiele lat później nieszczęśliwe małżeństwo Katarzyny zostało unieważnione przez męża, a ona sama uwięziona jako wdowa po księciu Walii. Jej los, jako ofiary racji stanu, zbiegł się więc z losem starszej siostry Joanny, która w imię jedności hiszpańskiej także była więziona: najpierw przez ojca, a później przez syna. Tak więc żadna z córek Izabeli nie powtórzyła w swym życiu jej roli silnej i niezależnej władczyni.

### Potomstwo
| Obraz | Imię                | Data Urodzenia      | Data śmierci        | Małżeństwa |
| ----- | ------------------- | ------------------- | ------------------- | --- |
|       | Izabela z Asturii   | 2 października 1470 | 23 sierpnia 1498    | 1. Alfons, infant Portugalii, brak potomstwa. 2. Manuel I Szczęśliwy z którym miała syna, Miguela da Paz (1498–1500). |
|       | Jan z Asturii       | 28 czerwca 1478     | 4 października 1497 | Żonaty z Małgorzatą Habsburg, z którą nie miał potomstwa. |
|       | Joanna Szalona      | 6 listopada 1479    | 12 kwietnia 1555    | Mąż Filip I Piękny z którym miała sześcioro dzieci: Eleonorę Austriacką (1498–1558), najpierw królową Portugalii, a później Francji, Karola V (1500–1558), cesarza, króla Hiszpanii, Izabellę Burgundzką (1501–1526), królową Danii, Norwegii i Szwecji, Ferdynanda I (1503–1564), cesarza, króla Węgier i Czech, arcyksięcia Austrii, Marię Habsburg (1505–1558), królową Węgier i Czech, namiestniczkę Niderlandów, Katarzynę Habsburg (1507–1578), królową Portugalii.                                                                                                 |
|       | Maria Aragońska     | 29 czerwca 1482     | 7 marca 1517        | Jej mężem został wdowiec po jej starszej siostrze, Manuel I Szczęśliwy z którym miała dzieci: Jan III (1502–1557), król Portugalii, Izabela (1503–1539), żona Karola V Habsburga, cesarza, króla Hiszpanii, Beatrycze (1504–1538), żona Karola III, księcia Sabaudii, Ludwik (1506–1555), książę Beja, Ferdynand (1507–1534), książę Guarda, mąż Guiomar (Guyomare) Coutinho, hrabiny Marialva Alfons (1509–1540), kardynał, Maria (1511–1513), Henryk (1512–1580), kardynał, król Portugalii, Edward (1515–1540), książę Guimarães, mąż Izabeli Braganza, Antoni (1516). |
|       | Katarzyna Aragońska | 16 grudnia 1485     | 7 stycznia 1536     | 1. Artur Tudor, brak potomstwa. 2. Henryk VIII Tudor, z którym była w ciąży 6 razy, ale urodziła tylko jedno zdrowe dziecko, Marię Tudor (1516–1558), królową Anglii. |